# Унно

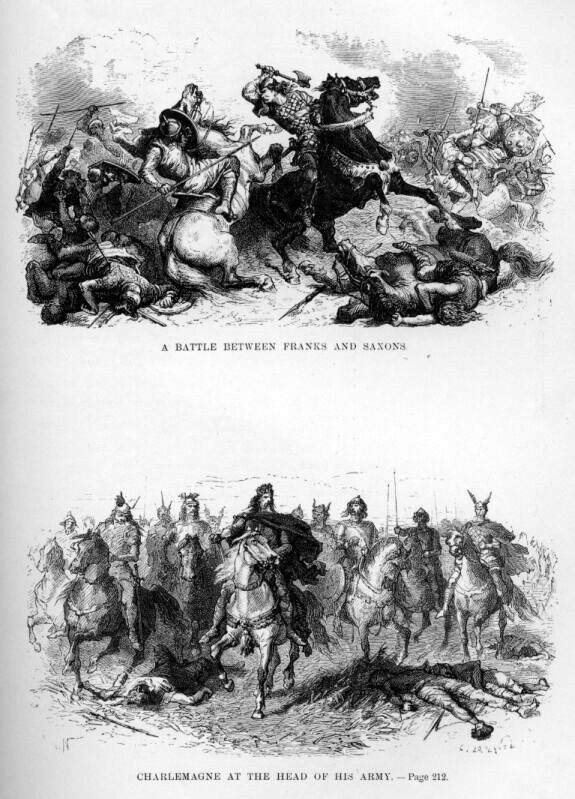
Карл Великий в Саксонии.
Книжная миниатюра 1869 года

Унно (также известен как Онно и Малвин; з.-фриз. Unno, лат. Hunno и Malvin; умер не ранее 793) — правитель фризского Рюстрингена в конце VIII века.

## Биография
Унно известен из единственного раннесредневекового исторического источника: написанного в 840-х годах Альтфридом Мюнстерским «Жития святого Людгера». О франкско-фризских отношениях последней трети VIII века сообщается также во франкских анналах.
О происхождении и ранних годах жизни Унно сведений не сохранилось. Из жития святого Людгера известно, что Унно был одним из наиболее влиятельных представителей фризской знати своего времени. Другим знатным фризом, бывшим соратником Унно во всех его деяниях, франкские анналы называют Эйлрада. О том, какие должности занимали эти два деятеля среди своих соплеменников, точно не известно: в труде Альтфрида они наделены титулами «знатнейшие» (лат. principes). Под властью Унно и Эйлрада находились, по крайней мере, фризские общины Рюстрингена, а возможно и всей Восточной Фризии. Все эти земли с первой половины 770-х годов находились в подчинении правителя Франкского государства Карла Великого.
Хотя первые датированные свидетельства об Унно и Эйлраде относятся в 790-м годам, предполагается, что они могли стоять во главе восточных фризов уже в первой половине 780-х годов. Современные историки именно им приписывают инициативу присоединения фризов к восстанию, охватившему Саксонию в 782—785 годах. Однако успехи Карла Великого в военных действиях против саксов Видукинда, а также обрушившиеся на самих фризов репрессии заставили мятежников примириться с властью над собой франков. Вероятно, Унно и Эйлрад были среди тех представителей фризской знати, которые по требованию Карла Великого отказались от своих языческих верований и приняли крещение. В обмен франкский правитель сохранил за вновь признавшими его власть фризами право на все их владения и привилегии.
В средневековых источниках отсутствую сведения, как Унно воспринимал поддерживавшуюся франками христианизацию Фризии, осуществлявшуюся Людгером и его сотоварищами. Вероятно, также как и остальные фризы Унно был вынужден скрывать своё отрицательное отношение к этому процессу. Отношения между фризами и франками значительно обострились в начале 790-х годов. Поводом для столь сильного недовольства фризов стала их насильственная мобилизация во франкское войско для войны с Аварским каганатом. В результате на землях Фризии, находившихся к востоку от реки Лауэрс, в 792 году поднялось антифранкское восстание, зачинщиками которого были Унно и Эйлрад. Одновременно против франков выступили саксы и ободриты. Мятеж охватил обширные территории в бассейнах рек Лауэрс, Эмс, Везер и Эльба.
Восстание сопровождалось массовым возвращением фризов к язычеству. Большинство церквей во Фризии были разрушены, многие их прихожане убиты, а преследуемые мятежниками христианские проповедники во главе с Людгером бежали в более спокойные области Франкского государства. В конце 792 года фризам даже удалось разгромить франкское войско под командованием графа Теодориха, который пал на поле боя. Однако несмотря на первоначальный успех восстания во Фризии, уже в 793 году оно было подавлено франками, совершившими поход до реки Лауэрс. По повелению Карла Великого большое число фризов было переселено в другие области Франкского государства. Фризы потеряли значительную часть своих привилегий, а населённые ими земли были превращены во франкскую провинцию.
Хотя активное сопротивление саксов франкской агрессии продолжалось до 797 года, о каких-либо военных действиях франков против фризов после 793 года в анналах не сообщается. Вероятно, это связано с подчинением большей части фризов власти франков. О судьбе Унно после этого времени сведений в исторических источниках не сохранилось.